# جووانی دی بیچی د مدیچی
جووانی دی بیچی د مدیچی (انگلیسی: Giovanni di Bicci de' Medici؛ ۱۳۶۰ – ۲۰ فوریه ۱۴۲۹) یک بانک‌دار اهل ایتالیا بود که مؤسس بانک خاندان مدیچی در سال ۱۳۹۷ میلادی بود. این بانک یکی از مهم‌ترین بانک‌های اروپا در سده پانزدهم (۱۳۹۷–۱۴۹۴) بود. وی علاوه بر این به تجارت و داد و ستد پشم نیز پرداخت.